# Ніл Джордан

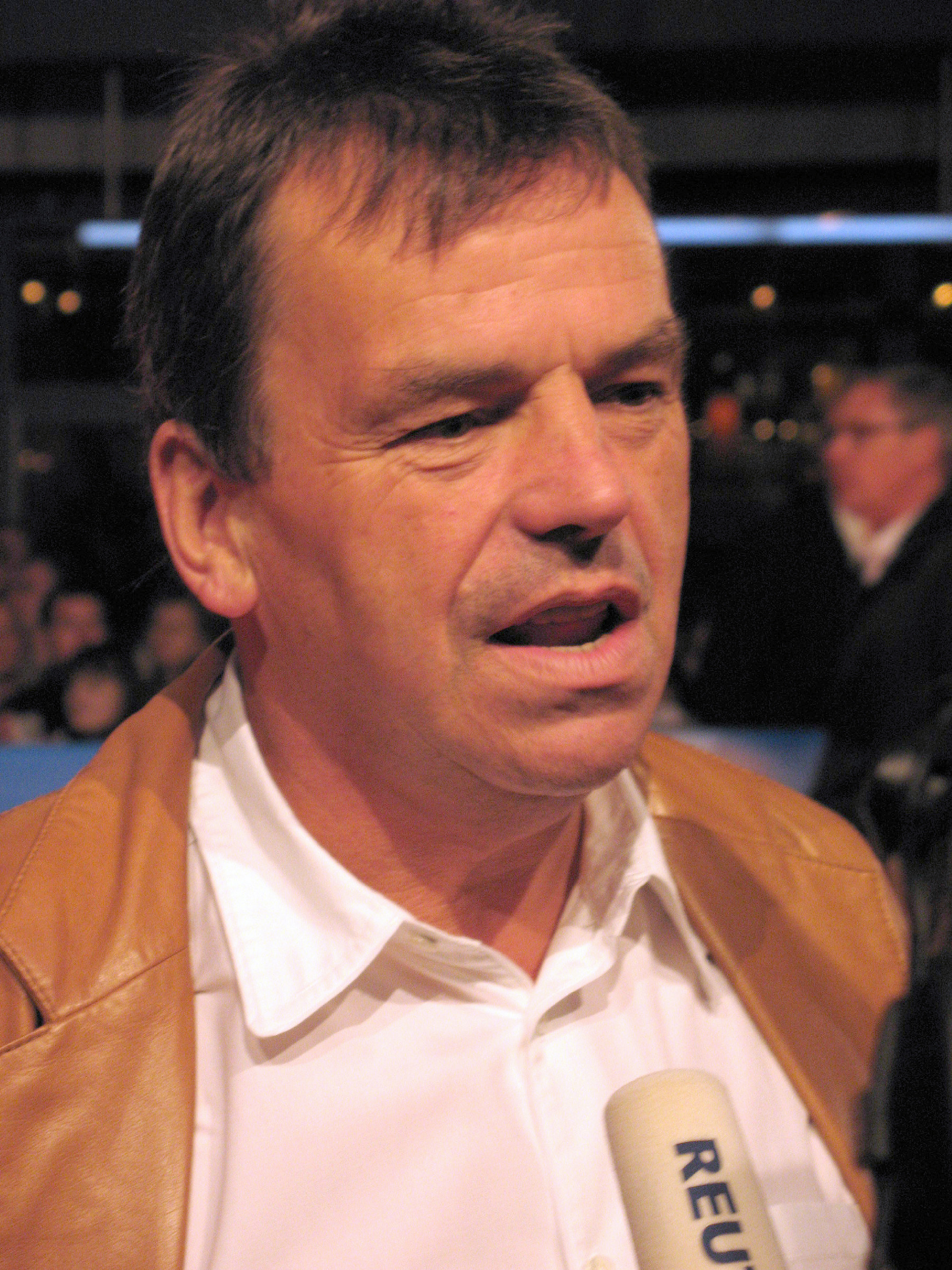
Джордан Ніл

Ніл Джордан (Neil Jordan; 25 лютого 1950) — ірландський режисер, кінопродюсер та письменник.

## Біографія
Ніл Джордан народився 25 лютого 1950 року у графстві Слайго, Ірландська Республіка. Його батько був ліберальним професором, який намагався поширити систему освіти в Ірландії. Його мати була малярем з твердими республіканськими переконаннями. Хлопцем він відвідував католицьку школу, в якій священики застерігали учнів від спокус мирського життя, а
після школи він читав книги, грав на гітарі та ходив на побачення з дівчатами.
Батько Ніла розповідав сину історії про привидів, а сам хлопець захоплювався російськими письменниками, особливо містичними повістями Гоголя. Пізніше Джордан закінчив університет у Дубліні з спеціалізацією по ірландській історії середніх віків та англійській мові. Але вдома після закінчення університету йогу не вдалося знайти роботу і він разом з дружиною переїздить до Лондона. Його дружина була адвокатом. У них народилося дві доньки, але пізніше цей шлюб розпався і Джордан став жити зі своєю асистенткою Брендою Роун, з якою має двох синів.
У Лондоні Джордан також не зміг влаштуватися на викладацьку роботу, тому довелося працювати чорноробочим. Одночасно він писав короткі оповідання. Тематика оповідань була відповідною його власному становищу. Одне з оповідань розповідало про ірландського хлопця-емігранта, який береться за будь-яку роботу в Лондоні, а одного вечора приймає душ, мастурбує востаннє і перерізає собі зап'ястя. Вже з цього зрозуміло, яким було життя Джордана у Лондоні. Тому він повертається до Дубліна і організовує там кооператив молодих письменників, який давав його членам можливість публікувати їх твори.
1980 року Джордан стає лауреатом нагороди газети «Гардіан» за збірку коротких оповідань «Ніч у Тунісі». Герої цих оповідань жили ізольованим, сповненим відчаю життям. З цією книгою до нього вперше прийшла слава. 1980 роком датуються його перші спроби в кіно, Тоді відомий режисер Джон Бурман запросив його бути консультантом по сценарію історичного фільму «Екскалібур» (1981). Одночасно сам Джордан зняв документальну стрічку про створення цього фільму. Це при тому, що в нього зовсім не було досвіду роботи в кіноіндустрії. 1982 року він вразив критиків власним дебютом як режисера стрічкою «Ангел», що дуже нагадувала фільми Бунюеля і являла собою сюрреалістичну подорож у диявольський світ вбивства, ревнощів та насилля. Коло його шанувальників ще більше розширилося після фільму «Компанія вовків» (1984), що був у свою чергу дивною, сповненою еротизму подорожжю у світ казок. А міжнародне визнання він здобув стрічкою «Мона Ліза» (1986), що вводила глядачів у злочинний світ Лондона.
Успіх останньої стрічки привернув до нього увагу Голлівуду. Але, як вже було зазначено вище, два його голлівудських фільми були скоріше невдалими, хоча не раз з успіхом демонструвалися нашими комерційними телеканалами.
Неприємно вражений досвідом роботи у Голлівуді, Джордан знову повертається на батьківщину, до Дубліна, де ставить стрічку «Чудо». Поставлена Джорданом 1992 року у Великій Британії стрічка «Жорстока гра» мала нечуваний міжнародний успіх і отримала номінації на «Оскара» по 6 категоріях. Голлівуд знову стає ласкавим до свого блудного сина і його запрошують поставити вже згадане «Інтерв'ю з вампіром».
У січні 1994 року Джордан видав свій перший за останні 10 років роман під назвою «Схід сонця з морським монстром». Це лірична ніжна розповідь про емоційні стосунки батька і сина. Лірична і ніжна за духом, але не за сюжетною лінією, бо син на ім'я Донал закохується і має любовний зв'язок з вчителькою музики, з якою якраз одружився його батько. Ця книга чимось схожа до фільму «Інтерв'ю з вампіром», бо і в книзі, і в фільмі розповідається про загалом хорошу людину, яка стає жертвою обставин, робить один невірний вибір, який перетворює її життя на суцільний жах.
Книги і фільми Джордана сповнені густого еротизму. Це й еротичний зв'язок жінки і вовка в «Компанії вовків», лесбійки в «Моні Лізі», стосунки людей та привидів в «Буйстві духів», сексуальне тяжіння матері і сина в «Чуді», гомосексуальні стосунки гея-трансвестита та терориста в «Жорстокій грі», замішані на еротизмі стосунки двох чоловіків-вампірів та їх молодшої доньки в «Інтерв'ю з вампіром». Ніби виправдовуючись, Джордан говорить, що кіно завжди приваблювало глядача незвичними стосунками. Як приклад одного з найеротичніших фільмів, він наводить «Запаморочення» Хічкока. Він вказує, що стосунки Джеймса Стюарта та Кім Новак у цій стрічці не є звичайними стосунками двох звичайних людей, а скоріше коханням чоловіка до померлої жінки. Світ фільмів Джордана дуже дивний, в ньому нічого не можна вважати певним. Він досліджує людські стосунки, але не дає готових висновків. Джордан є безнадійним романтиком, який вірить у можливість кохання в найбезнадійніших обставинах.
Актор Стівен Ріа, який знявся в більшості фільмів Джордана, розповідає: «Я був на ірландській прем'єрі фільму „Жорстока гра“ на кінофестивалі у місті Корк і було просто вражаюче бачити, як кінозал, переповнений рудоволосими, міцними ірландськими чоловіками, які не мають щонайменшого відношення до сексуальних меншин, переживав та співчував коханню на екрані гея та ірландського терориста не-гея. Лише надзвичайно талановитий та великий оповідач може затягнути тебе у світ своєї розповіді так, що ти й не помітиш».
Ніл Джордан також дуже цікавиться політикою, що знайшло відображення в його фільмах. Він є переконаним республіканцем, тобто прибічником незалежності Північної Ірландії від Англії. У своєму фільмі «Майкла Коллінза» він розповів історію ірландського військового лідера Майкла Коллінза. Джордан також екранізував чудовий роман письменника Патріка Маккейба «Хлопчик-м'ясник».
Джордан є унікальною сумішшю талантів і кожна його наступна робота є подією. Він працює не за гроші. Він бере 4 мільйони доларів за постановку фільму, але готовий працювати безкоштовно, якщо тема близька його політичним чи людським переконанням.

## Фільмографія
- 1982: «Янгол» (Ірландія) (Angel)
- 1984: «Компанія вовків» (Велика Британія) (The Company of Wolves)
- 1986: «Мона Ліза» (Велика Британія) (Mona Lisa)
- 1988: «Буйство духів» (США) (High Spirits)
- 1989: «Ми не янголи» (США) (We're No Angels)
- 1991: «Чудо» (Ірландія) (The Miracle)
- 1992: «Жорстока гра» (Велика Британія) (The Crying Game)
- 1994: «Інтерв'ю з вампіром» (США) (Interview With The Vampire)
- 1996: «Майкл Коллінз» (Велика Британія) (Michael Collins)
- 1997: «Хлопчик-М'ясник» (Ірландія) (The Butcher Boy)
- 1999: «Кінець роману» (Велика Британія) (The End of the Affair)
- 1999: «Сновидіння» (США) (In Dreams)
- 2000: «Не я» (Not I), короткометражка
- 2002: «Хороший злодій» (Велика Британія) (The Good Thief)
- 2005: «Сніданок на Плутоні» (Велика Британія) (Breakfast on Pluto)
- 2007: «Відважна» (США) (The Brave One)
- 2009: «Ундіна» (Ірландія) (Ondine)
- 2011: «Борджіа» (Канада) (The Borgias), телесеріал
- 2012: «Візантія» (Велика Британія) (Byzantium)
- 2016: (Moments of Eternity)
- 2022: «Марлоу» (The Borgias)

## Твори
- (Night in Tunisia, 1976) — оповідання
- (The Past, 1980)
- (The Dream of a Beast, 1983)
- Схід сонця з морським монстром (Sunrise with Sea Monster, 1994)
- (Shade, 2005)